# سیارک ۸۵۱۵
سیارک ۸۵۱۵ (به انگلیسی: 8515 Corvan، نامگذاری:1991RJ) هشت هزار و پانصد و پانزدهمین سیارک کشف شده‌است که در ۴ سپتامبر ۱۹۹۱ کشف شد.